# Gunilla Tjernberg
Gunilla Sofia Tjernberg, född 24 juli 1950 i Sorsele, död 22 juli 2019 i Sävars distrikt, Västerbottens län, var en svensk politiker (kristdemokrat). Hon var ordinarie riksdagsledamot 1998–2010, invald för Västerbottens läns valkrets.
I riksdagen var hon ledamot i kulturutskottet 2002–2006, utbildningsutskottet 2006–2010 och Nordiska rådets svenska delegation 2003–2010. Hon var även suppleant i kulturutskottet, Nordiska rådets svenska delegation, utbildningsutskottet och utrikesutskottet.
Till yrket var hon förskollärare.